# گونتر هوگه
گونتر هوگه (به آلمانی: Günter Hoge) بازیکن فوتبال و مهاجم اهل آلمان شرقی بود که از سال ۱۹۶۱ میلادی عضو تیم ملی فوتبال آلمان شرقی بوده‌است. وی در ۶ بازی ملی حضور داشته و در بازی‌های ملی‌اش گلی به ثمر نرساند. گونتر هوگه آخرین بازی ملی خود را در سال ۱۹۶۸ میلادی انجام داد.